# Mafinga (Stadt)
Mafinga ist eine Stadt in der Region Iringa in Tansania. Sie ist die Hauptstadt des Distriktes Mufindi.

## Geographie
Mafinga liegt 1862 Meter über dem Meer im südlichen Hochland Tansanias und hat rund 100.000 Einwohner (Stand 2022).
Mafinga und das umliegende Mufindi Hochland werden aufgrund ihrer Höhenlage von einem milden Klima bestimmt. Die Jahresdurchschnittstemperatur liegt bei 17 Grad Celsius und variiert über das Jahr nur geringfügig. Während der Trockenzeit zwischen Mai und November werden kaum Niederschläge verzeichnet. Dagegen kann es in der ‘kleinen Regenzeit‘ zwischen Dezember und Februar sowie der ‘großen Regenzeit‘ anschließend zu starken Regenfällen kommen, die mit der Zeit immer intensiver werden und im März über 200 mm betragen. Durchschnittlich fallen 933 Millimeter Niederschläge im Jahr.

## Geschichte
Im Jahr 2015 wurde Mafinga ein eigener Wahlbezirk (Town Council).

## Verwaltungsgliederung
Das Stadtgebiet ist in drei Divisionen und neun Bezirke unterteilt:

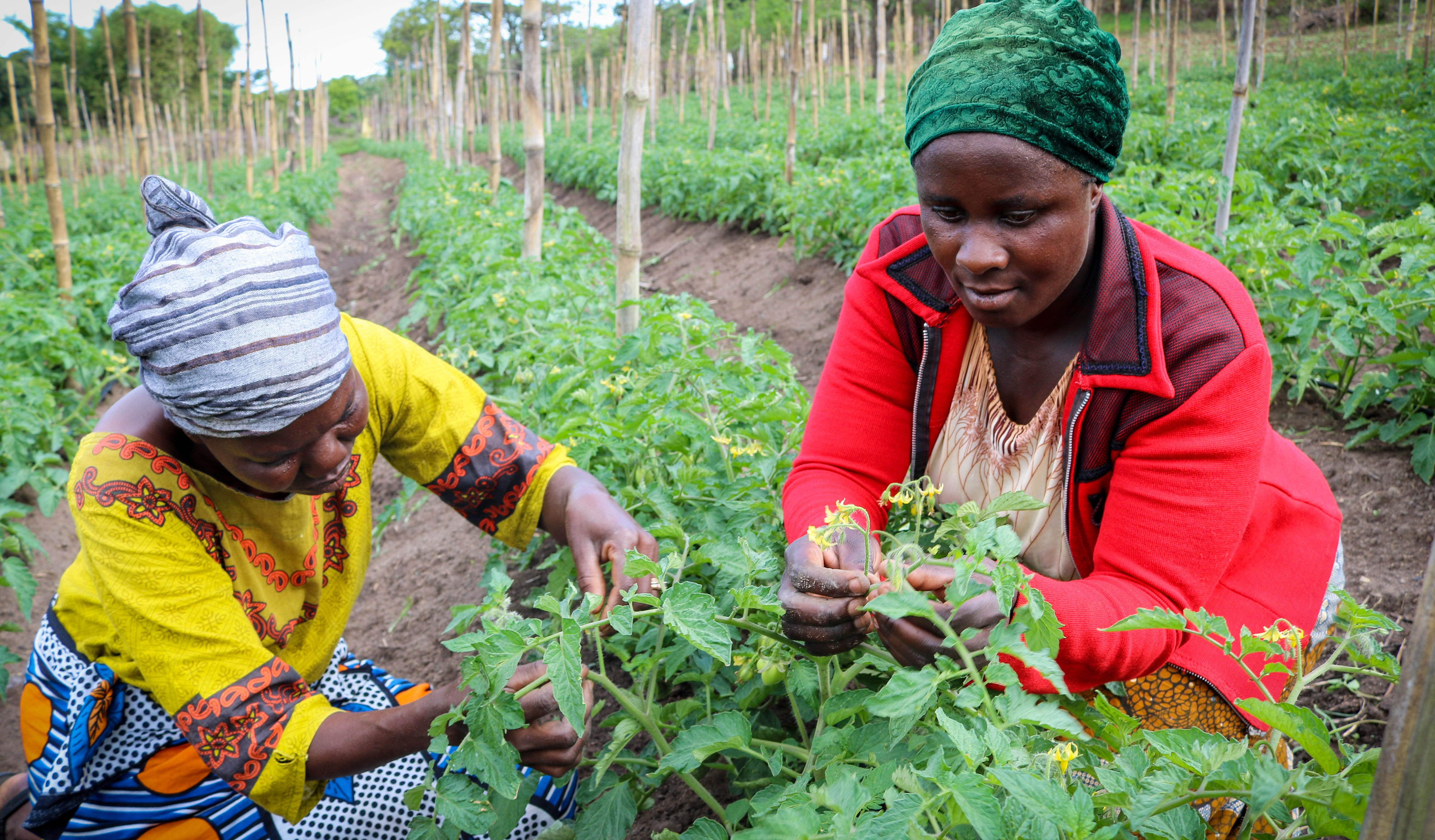
Landwirtschaft am Stadtrand von Mafinga.

| Division  | Bezirk      | Fläche [km2] |
| --------- | ----------- | ------------ |
| Ifwagi    | Boma        | 11,5         |
| Ifwagi    | Wambi       | 3,9          |
| Ifwagi    | Kinyanambo  | 59,5         |
| Ifwagi    | Upendo      | 33,8         |
| Ifwagi    | Saohill     | 197,7        |
| Ifwagi    | Changarawe  | 20,3         |
| Ifwagi    | Rungemba    | 237,3        |
| Sadani    | Isalavanu   | 139,8        |
| Malangali | Bumilayinga | 249,2        |

## Wirtschaft und Infrastruktur
- Wirtschaft: Mehr als neunzig Prozent der Bevölkerung leben von der Landwirtschaft, etwa acht Prozent sind Kleinunternehmer.[4] Es werden Mais, Bohnen, Kartoffel, Süßkartoffel, Weizen, Bohnen, Maniok, Erdnüsse, Bananen und Reis für den Eigenbedarf angebaut. Für den Verkauf werden Tee, Sonnenblumen und Kaffee kultiviert.[5]
- Bildung: Im Jahr 2015 unterrichteten 438 Lehrern in 35 Grundschulen rund 16.000 Schüler. Das entspricht einem Lehrer-Schüler-Verhältnis von 1:36. Von den 16 weiterführenden Schulen waren acht öffentlich und acht privat. In den staatlichen Schulen wurden 4300 Schüler von 232 Lehrern unterrichtet.[6]
- Gesundheit: In der Stadt gibt es ein Krankenhaus, zwei Gesundheitszentren und 14 Apotheken.[7]
- Verkehr: Durch Mafinga verläuft die asphaltierte Nationalstraße T1, die von Daressalam nach Mbeya und weiter nach Sambia führt.[8]